# Noël Bouton

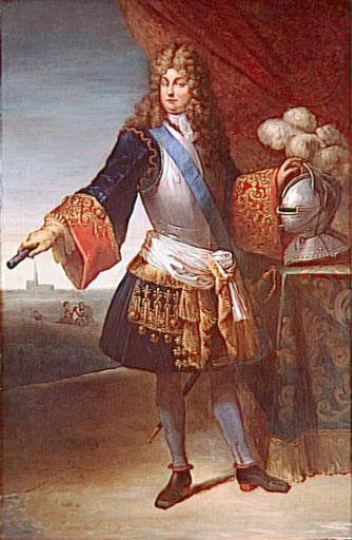
François-Joseph Heim, Porträt von Noël Bouton de Chamilly, 1835, Hôtel de la Sous-Préfecture, Saverne

Noël Bouton (* 6. April 1636 in Chamilly; † 8. Januar 1715 in Paris), genannt Marquis de Chamilly, war ein französischer Aristokrat und Militär aus der Familie Bouton. Er war Seigneur de Saint-Léger et de Dennevy, Marschall von Frankreich, Ritter im Orden vom Heiligen Geist und Gouverneur von Straßburg.

## Jugend
Noël Bouton ist der jüngste Sohn von Nicolas Bouton, Comte de Chamilly und Lieutenant des Fürsten Condé, und Marie de Cirey, Tochter von Benigne de Cirey, Seigneur de Magny-sur-Tille, Berater im Parlament von Burgund. Sein älterer Bruder Hérard Bouton, Comte de Chamilly (1630–1673), und dessen Sohn François Bouton, Comte de Chamilly (1663–1722) brachten es in ihrer militärischen Laufbahn bis zu Lieutenants-généraux des Armées du Roi.
Von frühester Jugend an war er Soldat und stand während der Fronde (1648–1653) auf der Seite des Königs, im Gegensatz zu seinem Vater und seinem älteren Bruder, die Condé dienten. Er meldete sich freiwillig zur königlichen Armee und nahm am 16. Juli 1656 unter dem Befehl von Marschall La Ferté-Seneterre an der Schlacht bei Valenciennes teil, wo er mit ihm gefangen genommen wurde.
Am 8. Februar 1658 wurde er zum Capitaine des Kavallerieregiments von Kardinal Mazarin ernannt, das von François d’Aubusson de La Feuillade kommandiert wurde, das in Flandern operierte, wobei er insbesondere an der Schlacht in den Dünen am 14. Juni 1658 teilnahm, an der Einnahme von Dünkirchen am 25., an der von Bergues-Saint-Winoc am 2. Juli, an der von Veurne am 3., an der von Oudenaarde am 9. September sowie an der von Ypern am 26. September.
Am 7. November 1659 wurde auf der Fasaneninsel der Pyrenäenfriede zwischen Frankreich und Spanien unterzeichnet, der den Krieg beendete und die Anhänger des Fürsten Condé amnestierte. Am 18. April 1661 wurde seine Kompanie reformiert und er außer Dienst gestellt.

## Restaurationskrieg
Nach dem Abschluss des Pyrenäenfriedens konnte Spanien seine militärischen Anstrengungen gegen Portugal richten, während der französische König Ludwig XIV. weiter Portugal gegen Spanien unterstützte. Er entsandte 1660 Friedrich von Schomberg mit 80 Offizieren und 500 Mann. Auch König Karl II. von England stand auf Seiten Portugals, da beide Länder die gleichen Gegner, Spanien und die Vereinigten Niederlande, hatten. Englische Schiffe brachten Schomberg nach Portugal, wo dieser Anfang 1661 eintraf und zum Oberbefehlshaber des 10.000 Infanteristen und 5000 Kavalleristen umfassenden Heeres, ernannt wurde. 1663 wurde ein französisches Korps zu den englischen Hilfstruppen hinzugefügt und unter das Kommando von Schomberg gestellt. Noël Bouton gehörte sicherlich zu diesem Korps, denn im selben Jahr wechselte er nach Portugal, wo er die folgenden vier Jahre unter Schombergs Kommando diente. Am 30. April 1664 wurde er Capitaine im Kavallerieregiment von Marc-François de Briquemault, Seigneur du Château de Ruère, Mestre de camp. Er kämpfte bei der Belagerung von Valencia de Alcántara (15.–24. Juni 1664), dem Sieg über die Spanier bei Castelo Rodrigo (Nacht vom 6. auf den 7. Juli) und in der Schlacht bei Montes Claros (17. Juni 1665, auch Schlacht bei Vila Viçosa genannt); außerdem nahm er bei der Schlacht von Rio Gévora teil, in der die Truppen des Marqués de Caracena in die Flucht geschlagen wurden (Oktober 1665). Kurz darauf wurde er zum Mestre de camp und Capitaine der ersten Kompanie eines Kavallerieregiments befördert, das er aufstellte (7. Dezember 1665). Im Jahr 1666 nahm er an der Einnahme von Benses, Guardia, Villa de Alcaria (22. Juni), Villa de Paymogo (23. Juni) und San Lucar Mitte August teil. 1667 kommandierte er ein Kavallerieregiment und nahm Ende September am Angriff auf die Burg von Ferreyra teil. Am 13. Februar 1668 wurde durch den Frieden von Lissabon die Unabhängigkeit Portugals nach 27 Jahren Krieg anerkannt. Kurz darauf kehrte Noël Bouton nach Frankreich zurück.
Noch im gleichen Jahr folgte er La Feuillade nach Kreta, wo er 1669 bei der Belagerung von Candia verwundet wurde. Nach der Rückkehr schloss er sich seinem Bruder an, dem Comte de Chamilly, der ein Armeekoprs in Luxemburg kommandierte. Am 8. Juli 1669 übertrug Ludwig XIV. ihm als Colonel das Kommando über das Régiment de Bourgogne, das durch den Tod des Comte de Roussillon vakant geworden war.

## Holländischer Krieg (1672–1678)
Im Rahmen des Holländischen Kriegs ernannte ihn der Kurfürst von Köln am 23. November 1671 zum Oberst des Regiment de Saint Léger, das für seine Garde bestimmt war; dieses Regiment wurde am 6. März 1672 in das Règiment de Bourgogne integriert. Der Marquis de Chamilly diente im selben Jahr in dem separaten Korps, das der Comte de Chamilly, sein Bruder, befehligte, und kämpfte bei den Belagerungen von Büderich, das am 3. Juni eingenommen wurde, von Wesel, das am 4. Juni übergeben wurde, von Groll, das am 9. Juni kapitulierte. Am 10. Juni machte ihn der Bischof von Münster zum Brigadier in seiner Arme. Am 21. Juni nahm er an der Einnahme von Deventer teil, der von Zwolle, dessen Gouverneur er wurde, und der von Nuys. 1673 diente er weiter in Holland, am 29. November 1673 beförderte ihn der König zum Brigadier der Infanterie.
Am 26. März 1674 wurde er zum Gouverneur und Kommandanten von Grave ernannt. Er hielt der Belagerung des Ortes (25. Juli–27. Oktober) stand, wobei die Angreifer 16000 Mann verloren. Der Fürst von Oranien, der die Stadt erobern wollte, war gezwungen, den Rest seiner Truppen heranzuziehen, um die Einnahme zu beschleunigen. Chamilly erhielt jedoch vom König den Befehl zur Kapitulation, dem er aber erst nach wiederholter Aufforderung nachkam. Ludwig XIV. zollte dem Marquis de Chamilly Anerkennung für seine Verteidigung von Grave und beförderte ihn am 19. November 1674 zum Maréchal de camp. Am 9. Dezember 1674 wurde er beauftragt, ein Kavallerieregiment und eine freie Infanteriekompanie aufzustellen. Am 18. Dezember er wurde er Gouverneur von Oudenaarde, wo er 1675 residierte. Im selben Jahr vertrieb er den Gegner aus Medelwerth an der Maas. In der Nacht vom 6. auf den 7. August griff er die Vorstadt von Gent aus Richtung Kortrijk an, vertrieb sieben spanische Kompanien, drang bis zum Ende dieser Vorstadt vor, ließ sie plündern und teilweise zerstören und zog sich dann trotz der Verfolgung durch ein gegnerisches Bataillon und sechs Schwadronen geordnet zurück. Im Herbst begleitete den Marschall d’Humières ins Waasland und bis vor die Tore von Gent.
Im Jahr 1676 trug er zur Eroberung der Schlösser von Écaussinnes bei und kämpfte bei der Belagerung von Condé, wo er am 22. April verwundet wurde. Als der Gegner währenddessen Oudenaarde bedrohte, rückte er von Condé ab und schloss sich in Oudenaarde ein, um für die Verteidigung des Ortes zu sorgen. Am 27. Oktober desselben Jahres wurde sein Kavallerieregiment reformiert. Während des Feldzugs von 1677 blieb er in Oudenaarde. In diesem Jahr heiratete er per Ehevertrag Elisabeth du Bouchet (* wohl 1656, † 18. November 1723 im Alter von 67 Jahren), einzige Tochter von Jean-Jacques du Bouchet, Seigneur de Villeflixe, des Tournelles, des Arches et de Bournonville, und Madeleine d’Elbène; die Ehe blieb ohne Nachkommen.
1678 wurde er in der Flandernarmee eingesetzt und bei der Belagerung von Gent, das am 9. März eingenommen wurde, durch einen Kanonenschuss verwundet; bei der Belagerung von Ypern, die am 25. desselben Monats aufgegeben wurde, erlitt er eine Kopfverletzung. Am 28. Juni 1678 wurde er zum Lieutenant- général des Armées du Roi befördert.
Da Oudenaarde durch den Frieden von Nimwegen zurückgegeben wurde, erhielt der Marquis de Chamilly am 26. Februar 1679 das Gouvernement von Freiburg, am 23. Oktober 1681 dann das Gouvernement von Straßburg und den Oberbefehl im Unterelsass und am 27. Dezember 1682 das Kommando über das gesamte Elsass in Abwesenheit des Gouverneurs.

## Pfälzischer Erbfolgekrieg (1688–1697)
Zu Beginn des Pfälzischen Erbfolgekrieges nahm er am 26. August 1689 an einem der Angriffe auf Cochem teil. Im Jahr 1691 wurde er in der Deutschlandarmee eingesetzt, die aber nicht in die Kämpft eingriff. 1692 wurde in der gleichen Armee eingesetzt und befehligte den linken Flügel in der Schlacht bei Ötisheim am 17. September. Mit Auftrag vom 28. Oktober 1692 stellte er eine freie Infanteriekompanie von 100 Mann auf, die der Garnison in Straßburg zugeteilt wurde.
Im Mai 1693 kommandierte er den Angriff auf Heidelberg. Als die Belagerten die Vorstadt aufgaben, ließ er sie besetzen, rückte er vor, drang über die Stadtmauer ein, ließ das Tor der Vorstadt öffnen und verfolgte die Verteidiger bis zum Stadttor, das die Belagerten so schnell schlossen, dass 500 der ihren draußen blieben, die getötet oder gefangen genommen wurden. Da der Gegner in der Verwirrung ihres Rückzugs die Zugbrücke nicht hochgezogen hatten, nutzte der Marquis de Chamilly diesen Umstand aus und ließ das Tor mit Äxten einschlagen: die Stadt wurde am 21. Mai erobert und jeder getötet, den man bewaffnet antraf. Das Heidelberger Schloss kapitulierte am 23. Mai. Am 11. Juli eroberte er die Stadt Zwingenberg. Und am 6. September holten die Franzosen nach, was sie 1689 in der Eile ihres Abzugs nur unvollständig ausgeführt hatten: sie sprengten durch Minen die Türme und Mauern des , die beim letzten Mal der Zerstörung entgangen waren – das Heidelberger Schloss wurde zur Ruine.
Auch in den folgenden Jahren wurde er in der Deutschlandarmee eingesetzt. Am 18. Ma 1694 überquerte er mit 4000 Mann und sieben Kanonen den Neckar, griff die gegnerischen Verschanzungen an und durchbrach sie, eroberte Ladenburg und zwei weitere kleine Stellungen entlang des Neckers bis zum Rhein. 1695 wurden keine Expeditionen unternommen, erst 1696 ließ er die Schanzen entlang des Rheins wieder aufbauen. Am 12. Juli 1697 – die Verhandlungen zum Frieden von Rijswijk hatten im Mai begonnen und zogen sich noch bis Oktober hin – marschierte er an der Spitze von 3000 Reitern und 1200 Grenadieren, um in Steinbach bei Baden, Fourage aufzunehmen; bei seiner Rückkehr wurde er von General Vaubonne angegriffen, der im Dienst des Herzogs von Sayvoen stand – bei dem Gefecht wurden 150 Männer Vaubonnes getötet und 80 gefangen genommen.

## Letzte Jahre
Kurz nach Ausbruch der Spanischen Erbfolgekriegs wurde ihm unter dem Oberbefehl von Marschall d’Estrées das Kommando im Poitou (17. Juli 1701), im Land Aunis (21. Juli), in der Saintonge und im Angoumois (1. Juli) übertragen. Am 14. Januar 1703 wurde er zum Marschall von Frankreich ernannt, eine Woche später zum Nachfolger Estrées in den vier Provinzen und behielt dieses Amt den ganzen Krieg über. Erst am 4. Dezember 1704 wurde er als Marschall von Frankreich vereidigt, am 2. Februar 1705 dann zum Ritter im Orden des Heiligen Geistes ernannt.
Der Marquis de Chamilly starb am 8. Januar 1715 in seinem 79. Lebensjahr in Paris; er wurde in der Kirche Saint-Jean-en-Grève bestattet.

## Lettres portugaises
Im Jahr 1668 war Noël Bouton aus Portugal nach Frankreich zurückgekehrt. Am 28. Oktober 1668 erlaubte ein Privileg die Veröffentlichung der berühmten Lettres portugaises, die 1669 anonym unter dem Titel Lettres portugaises traduites en Francois in Paris bei Claude Barbin als Übersetzung von fünf Briefen einer portugiesischen Nonne an einen französischen Offizier veröffentlicht wurden.
Einige Monate später wurden in einer gefälschten Ausgabe, die in Köln erschien, Zeilen in den Abbschnitt „Au Lecteur“ eingefügt, die Chamilly als Empfänger der Briefe der verlassenen Nonne und Gabriel de Guilleragues als Übersetzer bezeichnen. Dieser Hinweis verstärkte die literarische Täuschung, indem er die angebliche Authentizität der Briefe bestätigte. Und nachdem man von dieser Echtheit überzeugt war, überzeugte sich jeder davon, dass Chamilly während seiner Feldzüge in Portugal eine Nonne kennengelernt hatte, die er dann bei seiner Rückkehr nach Frankreich verlassen hatte. Man machte sich auf die Suche nach einer authentischen Nonne, die Chamilly während seines Aufenthalts in Portugal begegnet sein könnte, und fand eine gewisse Mariana Alcoforado, eine portugiesische Nonne aus Beja. Ihr wurde die Urheberschaft der fünf Liebesbriefe zugeschrieben, die seit Mitte des 20. Jahrhunderts von allen Literaturhistorikern als fiktive Briefe an den Vicomte de Guilleragues nachgewiesen wurden.
Nachdem Chamilly gut 45 Jahre nach der Veröffentlichung der Lettres portugaises gestorben war, machte Saint-Simon, der nun wie alle seine Zeitgenossen von ihrer Echtheit überzeugt war, folgende Bemerkung über den angeblichen Empfänger der Briefe: „Wenn man ihn gesehen und gehört hätte, hätte man sich nie vorstellen können, dass er eine so maßlose Liebe wie diejenige, die die Seele dieser berühmten Portugiesischen Briefe ist, inspiriert hätte“. Später folgte eine zweite, ausführlichere Anspielung: „Er hatte so wenig Verstand, dass man sich immer über ihn wunderte und seine Frau, die viel Verstand hatte, oft in Verlegenheit brachte. Er hatte als junger Mann in Portugal gedient, und an ihn wurden die berühmten Portugiesischen Briefe von einer Nonne geschrieben, die er dort kennengelernt hatte und die verrückt nach ihm geworden war.“